# Mercurio Peruano
Mercurio Peruano (Der peruanische Merkur)  war eine Zeitschrift, die in den Jahren 1791 bis 1795 in Lima, Peru, von den Mitgliedern der „Sociedad Academica Amantes del País“ (akademische Gemeinschaft der das Land Liebenden) herausgegeben wurde.

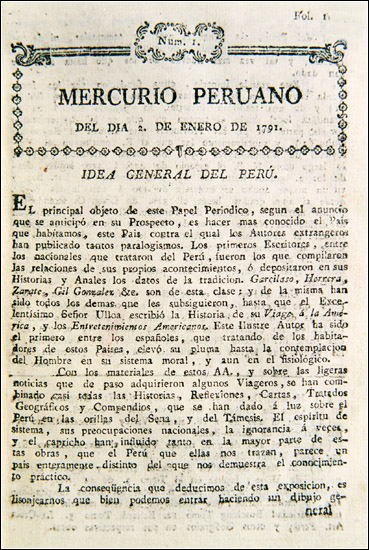
Titelseite der ersten Ausgabe des „Mercurio Peruano“.

## Inhalt
Diese Zeitschrift beschäftigte sich neben der Philosophie mit Themen der Geographie, der Geschichte, der Wirtschaft und den Naturwissenschaften, wobei hier ein besonderes Augenmerk auf die Medizin gelegt wurde. Der erwünschte Effekt lag darin, Bildung zu vermitteln, aber nicht nur durch eine große Vielfalt von Wissen über Peru selbst, sondern durch die generelle Begeisterung der Peruaner für die Naturwissenschaften und das moderne wissenschaftliche Arbeiten. So wurden oft Forschungsergebnisse und neue Erfindungen vorgestellt und deren vermutlicher Nutzen für Peru beschrieben. Im Gegensatz zu anderen wissenschaftlichen Vereinigungen wandte sich die „Sociedad“ allerdings nicht gegen die katholische Kirche, sondern setzte sich für einen „aufgeklärten Katholizismus“ ein, welcher wohl während der französischen Revolution mehr katholisch als aufgeklärt war.
Die Artikel, welche im „Mercurio Peruano“ veröffentlicht wurden, sind auch heute noch eine der wichtigsten Quellen für Wissenschaftler, die sich mit den vorkolumbianischen Kulturen beschäftigen. Außerdem finden sich Beiträge über den Stand der Bildung, die Armut und die Rolle und Stellung der Frau oder der schwarzen Sklaven in Peru im 18. Jahrhundert.
Ein wichtiger Unterstützer und Autor des „Mercurio Peruano“ war Toribio Rodríguez de Mendoza.